# Rol de género

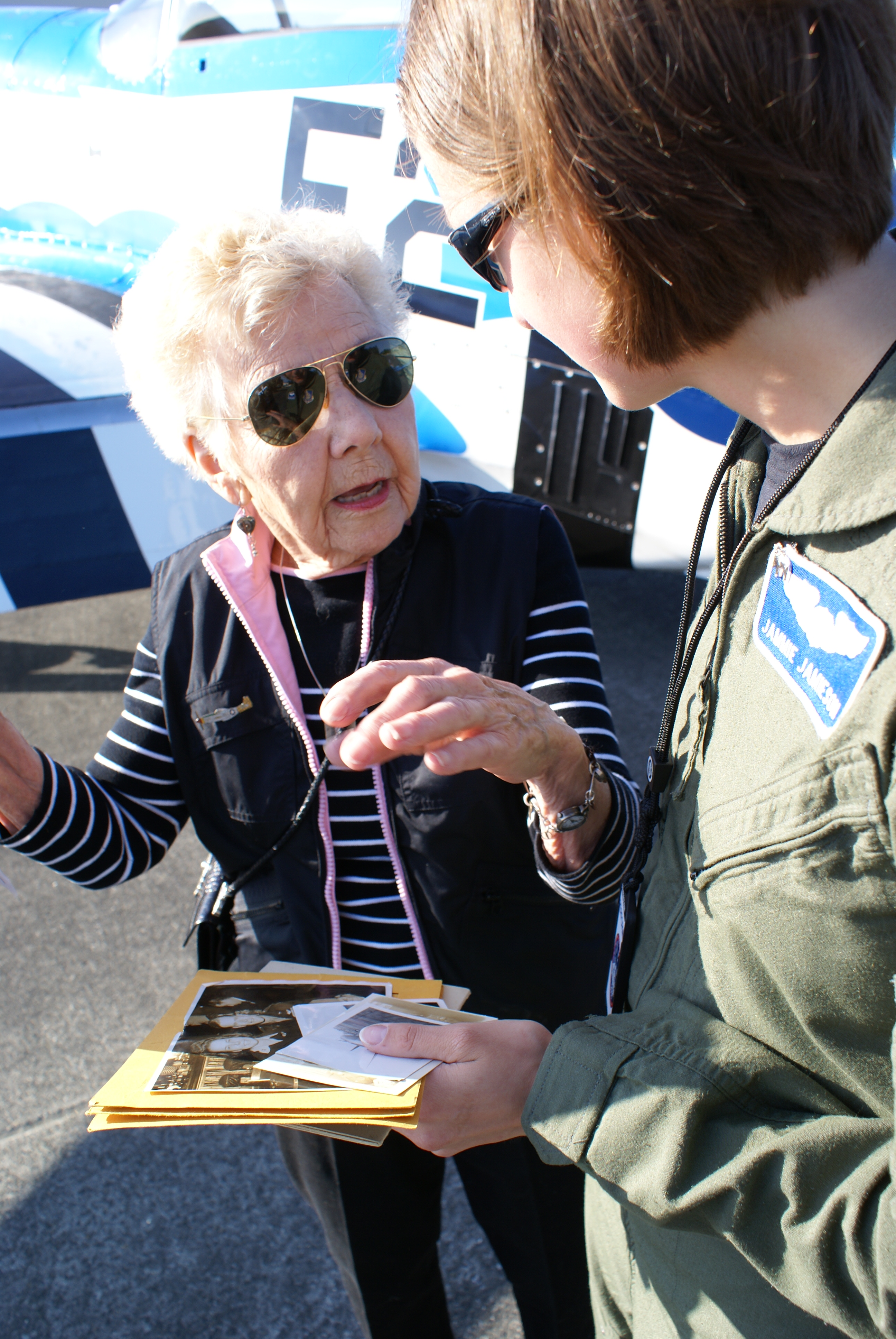
Dos mujeres que rompen los estereotipos de género con su profesión, Dorothy Olsen, piloto de servicio de las Fuerzas Aéreas y la capitana Jammie Jamieson, la primera mujer piloto operativa y preparada para el combate del F-22 Raptor.

El rol de género (del inglés gender role) alude al conjunto de normas sociales y comportamentales generalmente percibidas como apropiadas para los hombres y las mujeres en un grupo o sistema social dado en función de la construcción social que se tiene de la masculinidad y feminidad. Este da forma a la expresión de género, que es la expresión pública de la identidad de género, y «se forma con el conjunto de normas, prescripciones y representaciones culturales que dicta la sociedad sobre el comportamiento» esperables para un sexo determinado.
Al implicar el género una discriminación social entre hombres y mujeres, asignando distintos roles a cada uno, el género es un factor que crea inequidades "por sí solo y que puede agravar las que son producto de la situación socioeconómica, la edad, la etnia, la discapacidad, la orientación sexual, etc."
Los principales metaestudios sobre posibles orígenes biológicos del género desmienten que existan diferencias neurológicas entre los hombres y las mujeres. Los estudios que afirman lo contrario, han sido refutados como neurosexismo.
Los roles de género difieren dependiendo del contexto histórico-cultural en que se encuentre enmarcado el término; así, mientras en la mayoría de las culturas se construyen dos, en otras pueden existir varias más. La androginia, por ejemplo, se ha propuesto como un tercer género, mientras que algunas sociedades indican tener más de cinco.

## Origen conceptual
Uno de los primeros autores que habría introducido esta conceptualización fue John Money en Hermaphroditism, gender and precocity in hyperadrenocorticism: Psychologic ﬁndings de 1955 para referirse a los comportamientos que se imponen a hombres y a mujeres, creando la identidad masculina y femenina de las personas:

«The term gender role is used to signify all those things that a person says or does to disclose himself or herself as having the status of boy or man, girl or woman, respectively. It includes, but is not restricted to, sexuality in the sense of eroticism.»
«El término rol de género se usa para significar todas esas cosas que una persona dice o hace para revelarse a sí misma como que tiene el estatus de niño u hombre, niña o mujer, respectivamente.  Incluye, pero no se limita a, la sexualidad en el sentido del erotismo».
John Money (1955).

Desde esta perspectiva, para Money el rol de género subyace a la identidad de género, términos que son inseparables: «la identidad de género es la experiencia personal del rol de género, y este es la expresión pública de la identidad de género».